# Широколистяні ліси Центральних Сполучених Штатів
Широколистяні ліси Центральних Сполучених Штатів (ідентифікатор WWF: NA0404) — неарктичний екорегіон помірних широколистяних та мішаних лісів, розташований в центральних районах США.

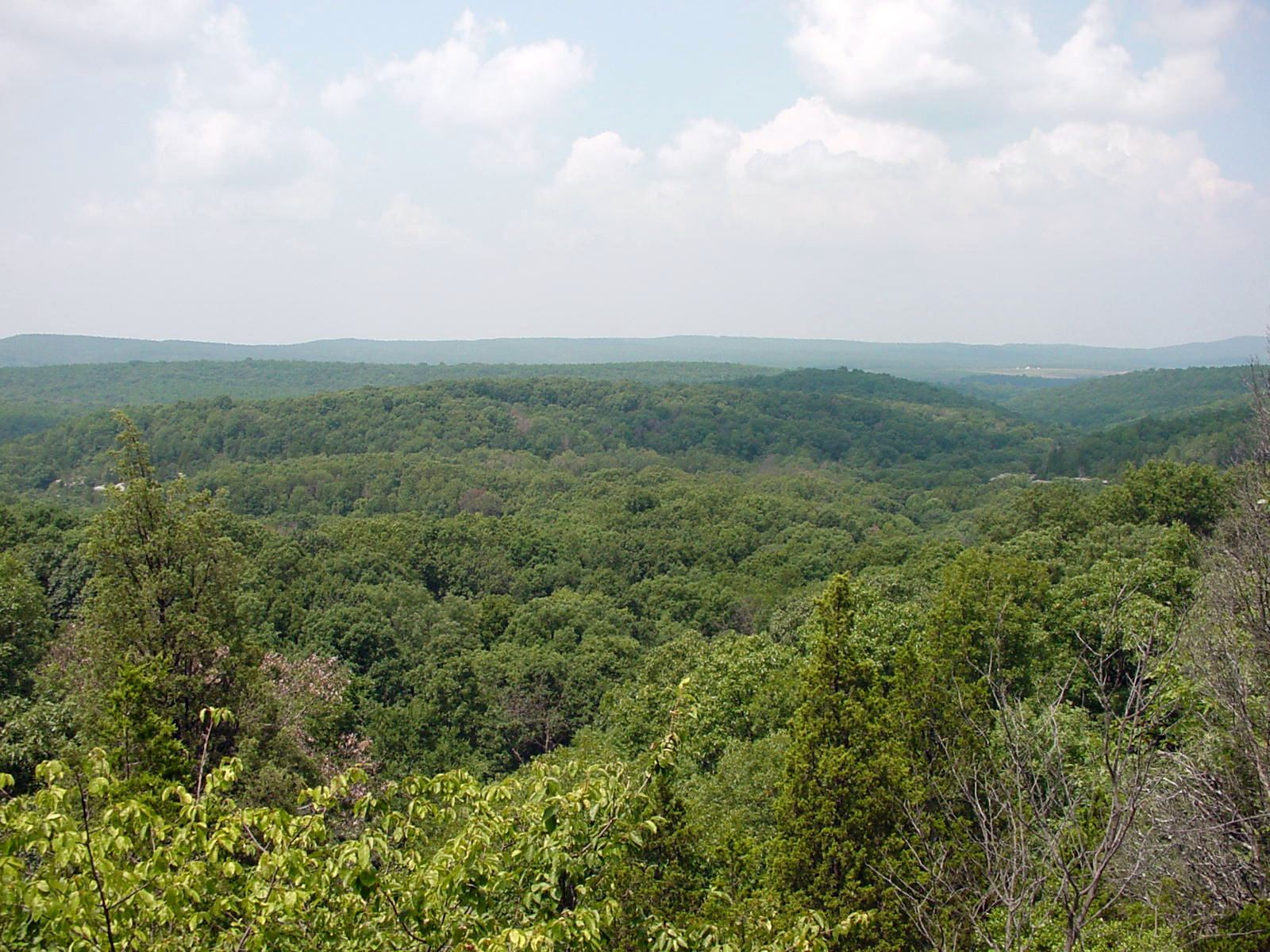
Ландшафт Національний ліс Шауні (Іллінойс)

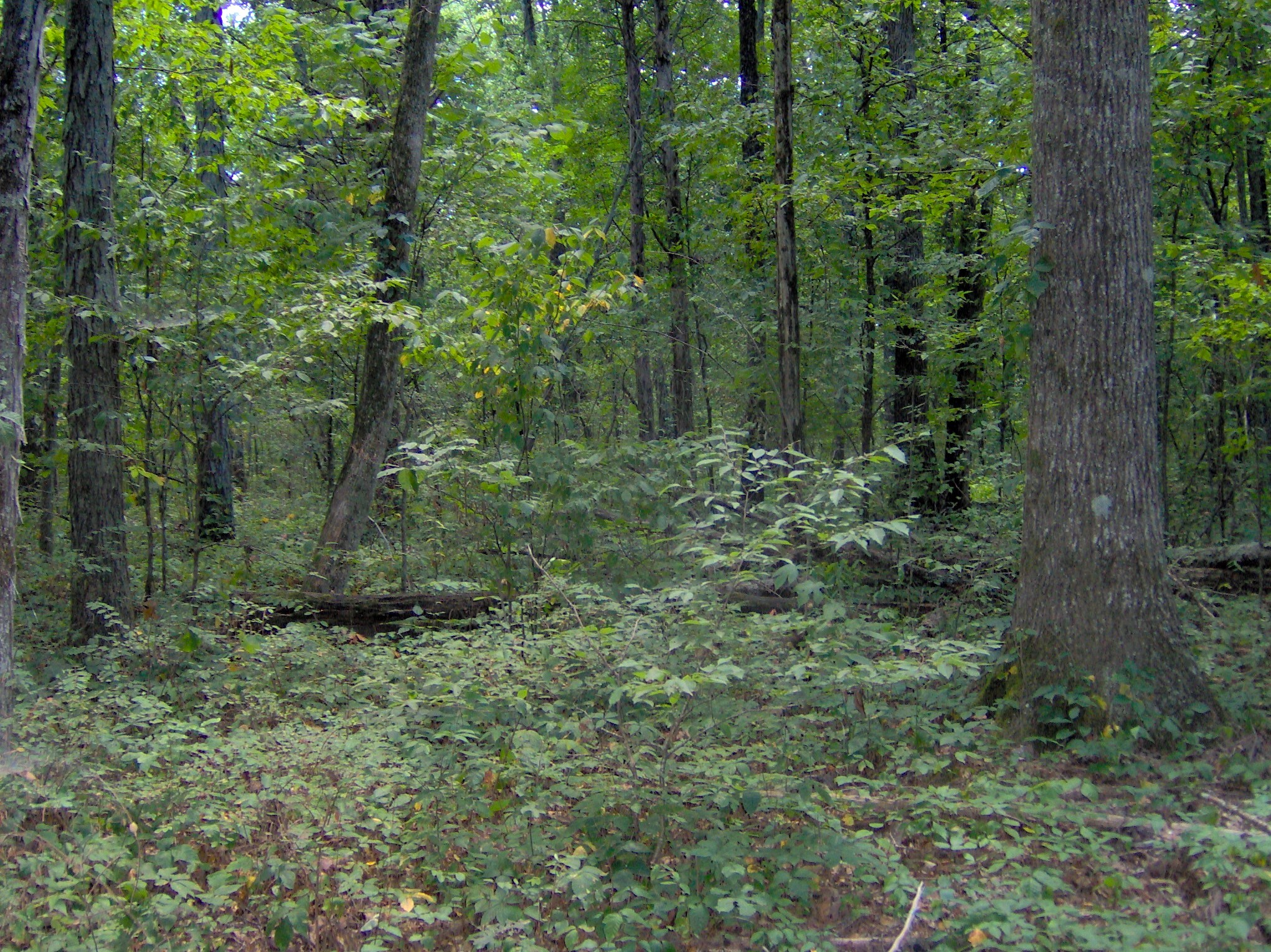
Дубово-гікорієвий ліс в Теннессі

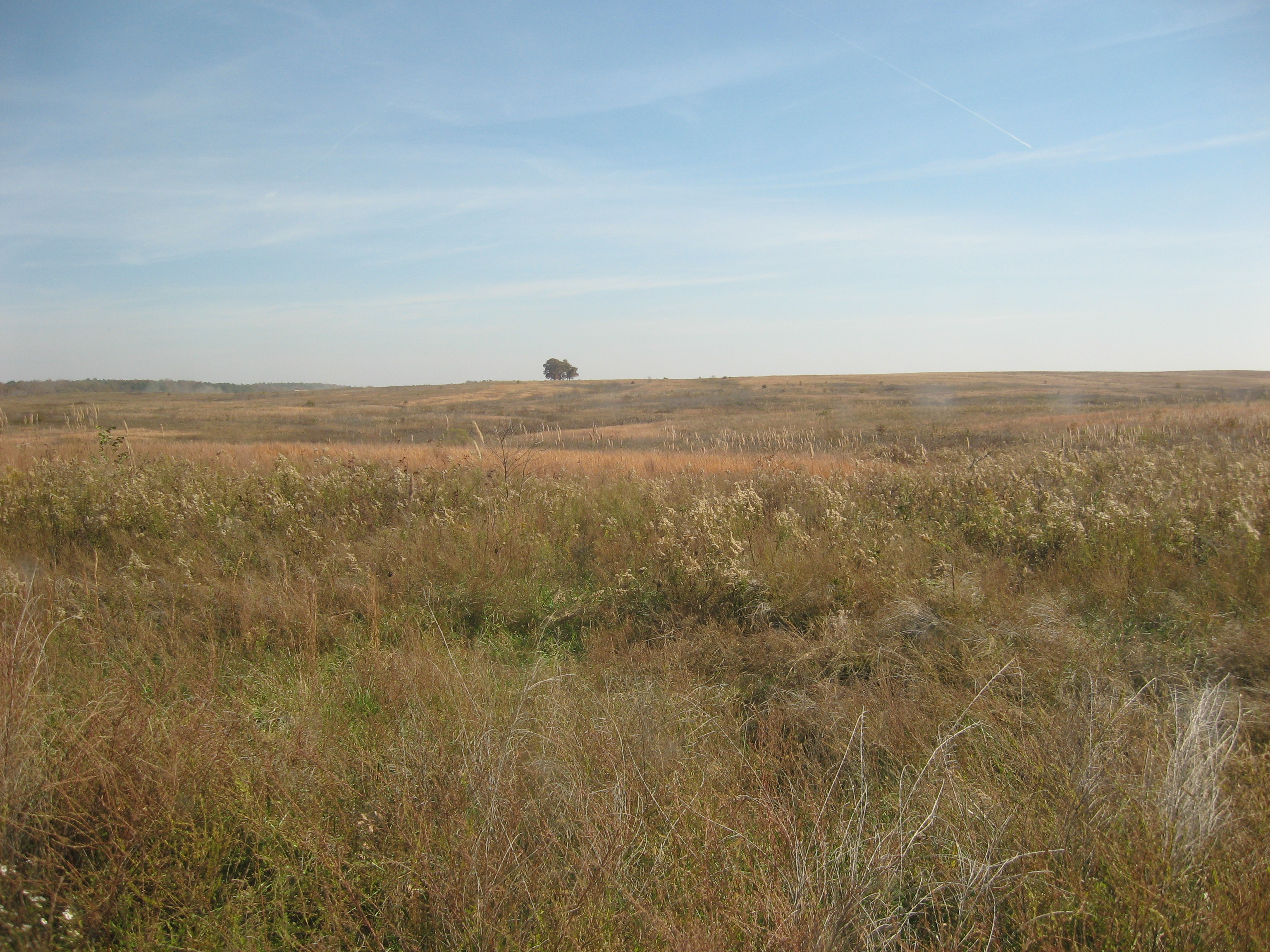
Мезофільні прерії на рівнині Пеннірояль

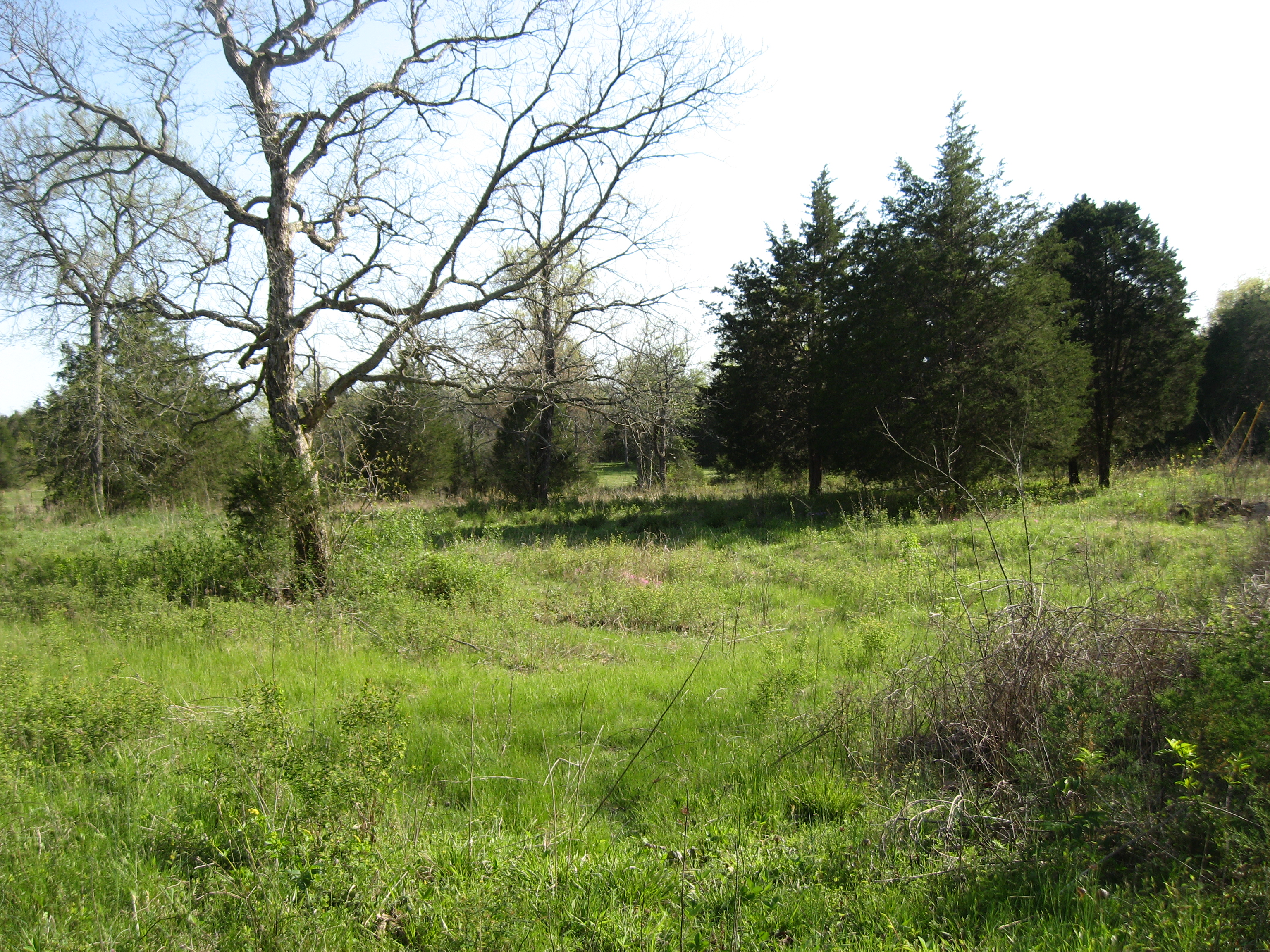
Савана у Нашвіллській западині

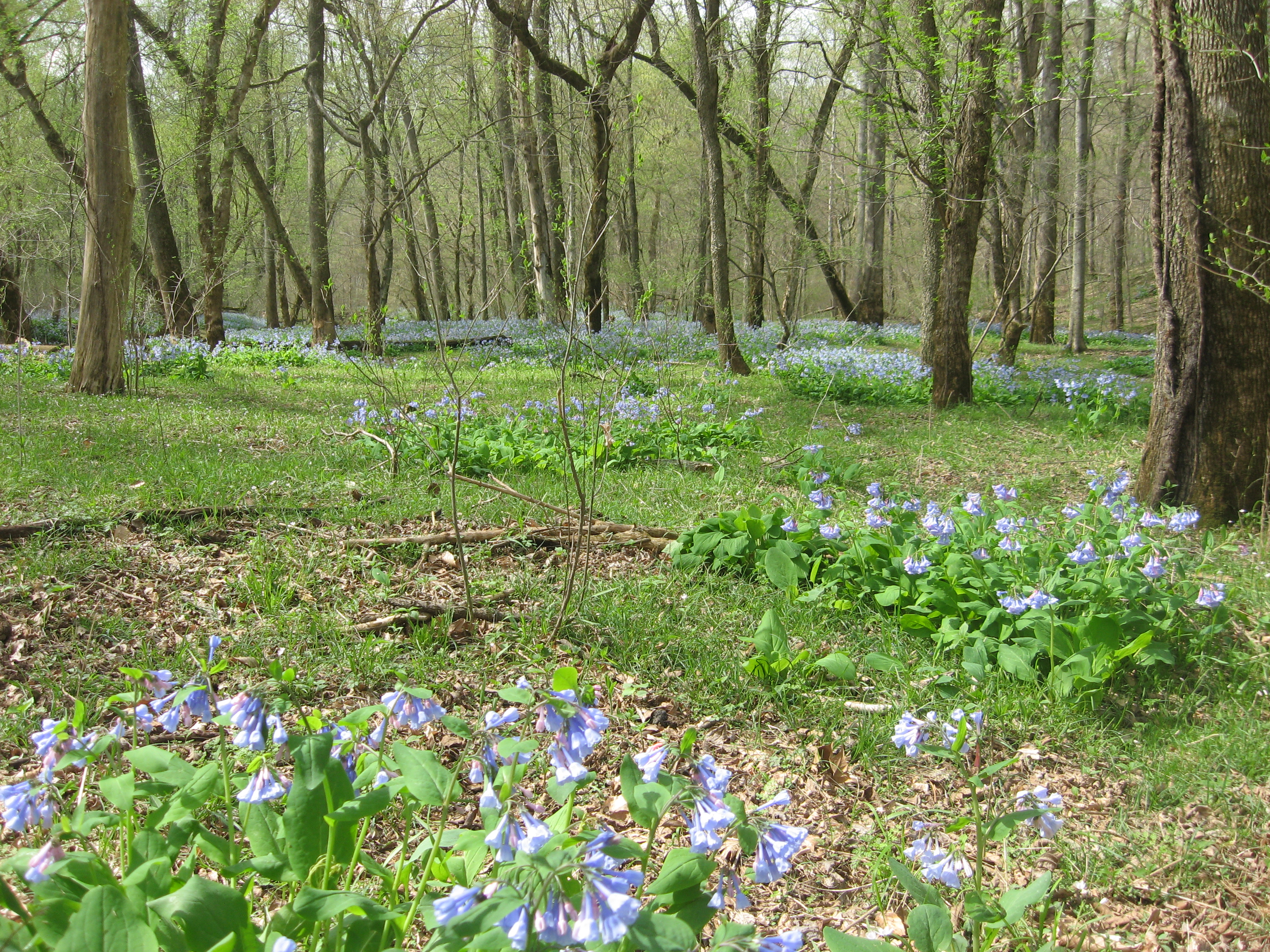
Прибережний ліс на рівнині Пеннірояль

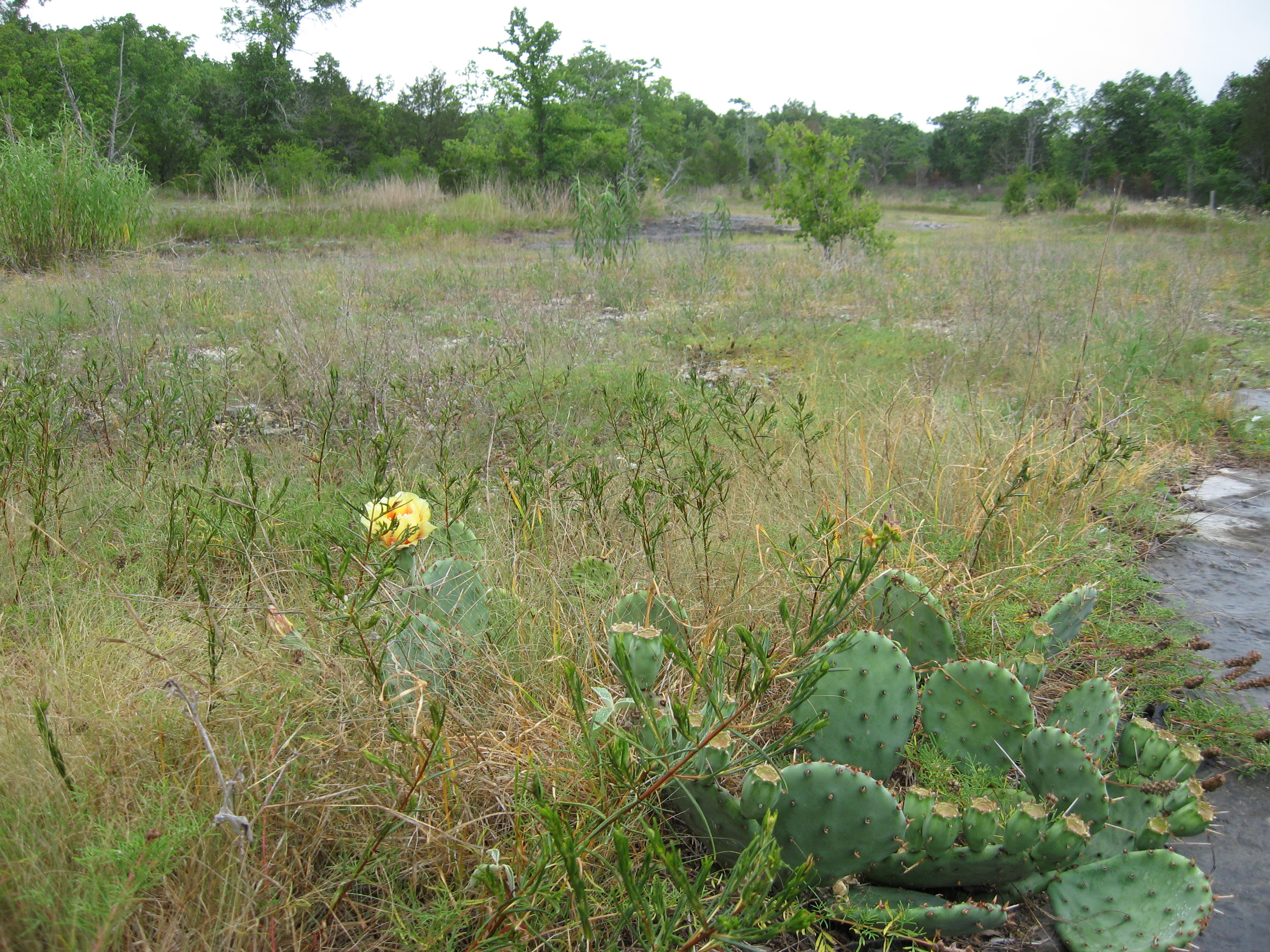
Вапнякове пустище в Теннессі

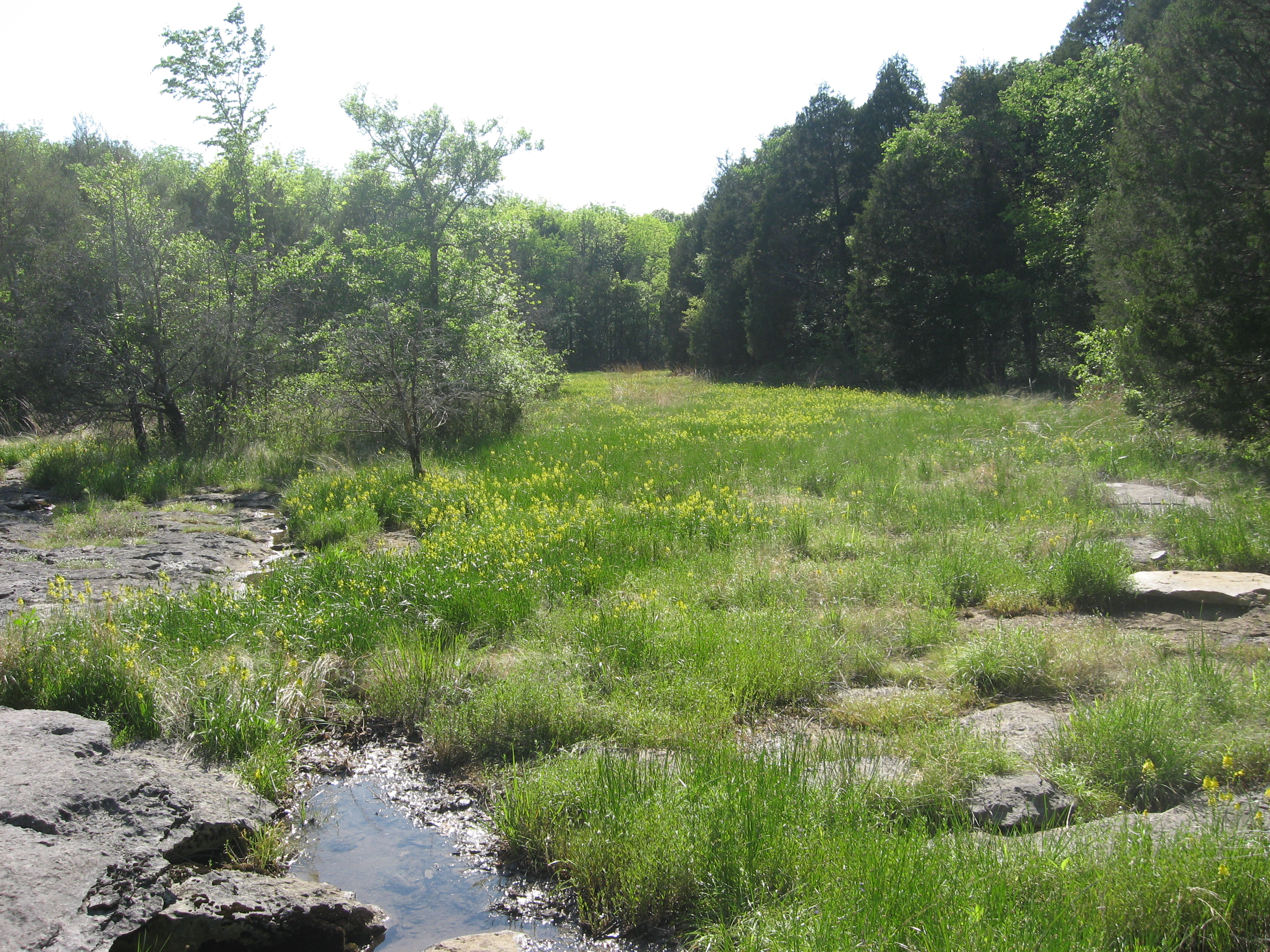
Вапнякове болото в Теннессі

## Географія
Екорегіон широколистяних лісів Центральних Сполучених Штатів розташований в центральній частині Сполучених Штатів Америки, відомій як Верхній Південь, на захід від Аллеганського та Камберлендського плато, які є частиною гірської системи Аппалачів, на схід від Великих рівнин, та на південь від регіону Великих озер. Він простягається від південної Індіани та крайнього південного заходу Огайо через більшу частину Кентуккі та Теннессі до північних районів Алабами та Міссісіпі. На заході регіон охоплює південь Іллінойсу та Міссурі, північ Арканзасу та крайній північний схід Оклахоми. 
Східну частину екорегіону займають Внутрішні плато — область горбистих рівнин та еродованих плато. На заході регіону, за широкою долиною Міссісіпі, на південь від долини Міссурі, лежать височини та плато, що складають північну та центральну частини Озарку, великого плато, що входить до системи Внутрішніх нагір'їв США. Вони включають розчленовані Спрингфілдське та Салемське плато, пагорби Осейдж та гори Сент-Франсуа.
З геологічної точки зору основу Внутрішніх плато складають палеозойські пісковики, сланці та інші осадові породи. Рельєф регіону залежить від того, наскільки породи є стійкими де ерозії. Більш стійкі пісковики сформували горбистий ландшафт, зокрема пагорби Норманської та Кроуфордської височин у південній Індіані, тоді як більш м'які вапняки сильніше піддалися ерозії та сформували пологі рівнини, такі як Стоктсбурзька та Вабашська низовини на південному сході і заході Індіани. Над рівнинами регіону підіймаються численні ізольовані монадноки або інзельберги, яких в регіоні називають нобами, а вздовж краю Аллеганського та Камберлендського плато рівнини переходять у різкий уступ.
Основу плато Озарк складають протерозойські граніти, ріоліти та інші магматичні породи, перекриті шаром доломітів, вапняків та пісковиків завтовшки 120-460 м. В горах Сент-Франсуа докембрійські граніти виступають на поверхню. Середня висота Озарку в екорегіоні становить 300-400 м над рівнем моря, однак деякі вершини-ноби підіймаються на висоту понад 500 м над рівнем моря.
Серед еродованих плато регіону зустрічаються численні лійки, печери та інші карстові форми рельєфу, а також багато джерел. В центральній частині Кентуккі розташована Мамонтова печера, найбільша печера світу.
На сході екорегіон переходить у мішані мезофільні ліси Аппалачів, на північному сході — у ліси півдня Великих озер, на півночі та заході — у перехідні лісостепи Центральних Сполучених Штатів, на півдні — у ліси Міссісіпської низовини та у мішані ліси південного сходу США, а у найвищій частині Озарку на південному заході — у гірські ліси Озарку.

## Клімат
В межах екорегіону домінує вологий субтропічний клімат (Cfa за класифікацією кліматів Кеппена), який характеризується спекотним, дощовим літом та м'якою зимою. Середня температура в регіоні коливається від 12 °C до 19 °C. Середньорічна кількість опадів коливається від 1100 до 1500 мм, які рівномірно розподілені протягом року. Періодично в регіоні трапляються сильні грози та торнадо.

## Флора
Природний рослинний покрив екорегіону до появи в Північній Америці європейців був представлений мозаїкою дубово-гікорієвих лісів і рідколісь, дубових саван та високотравних прерій. За останні століття значна частина відкритих прерій та саван була втрачена внаслідок розвитку сільського господарства та гасіння пожеж. Однак дубово-гікорієві рідколісся залишаються доволі поширеними, а вздовж річок зустрічаються густі ліси. Загалом флора екорегіону характеризується високим різноманіттям. Тут зустрічається 2527 видів кущів та трав'янистих рослин, і їх різноманіття є одним з найвищих серед усіх регіонів Північної Америки, однак різноманіття дерев в регіоні не дуже високе. Найбагатше біорізноманіття в регіоні спостерігається на луках, пустищах та подібних угрупованнях.

### Рідколісся
Дубово-гікорієві рідколісся є основними рослинними угрупованнями Внутрішніх плато та плато Озарк. Ці рідколісся зустрічаються на пагорбах, таких як Шауні-Гілс, і є перехідними між лісами та саванами. В рідколіссях екорегіону переважають зірчасті дуби (Quercus stellata), білі дуби (Quercus alba), чорні дуби (Quercus velutina) та голі гікорі (Carya glabra). У дубово-гікорієво-соснових рідколіссях Озарку також поширені короткохвойні сосни (Pinus echinata).
В сухих рідколіссях, що ростуть на вапнякових ґрунтах, які погано утримують вологу, поширені дуби Шумарда (Quercus shumardii) та дуби Мюленберга (Quercus muehlenbergii), а в рідколіссях, що ростуть на сухих кислих ґрунтах, — каштанові дуби (Quercus montana) та віргінські сосни (Pinus virginiana). У заболочених рідколіссях переважають верболисті дуби (Quercus phellos), ліроподібні дуби (Quercus lyrata), болотяні дуби (Quercus palustris), американські амброві дерева (Liquidambar styraciflua) та чорні тупело (Nyssa sylvatica). В підліску рідколісь ростуть білуваті сассафраси (Sassafras albidum), квітучий кизил (Cornus florida) та американські хмелеграби (Ostrya virginiana), а в пишному трав'янистому ярусі переважають сонцелюбні трав'янисті рослини, зокрема різні види золотушника (Solidago spp.), соняшника (Helianthus spp.) та прерієвої айстри (Symphyotrichum spp.). На півночі екорегіону дубово-гікорієві ліси переходять у дубові савани, а на півдні Іллінойсу та Індіани перемежовуються з преріями.

### Прерії та савани
На пласких рівнинах екорегіону, зокрема в регіоні Пенніроял в Кентуккі, історично були поширені відкриті прерії. Перші колоністи описували ці широкі рівнини як майже безлісі простори, де серед трав живуть лучні тетеруки (Tympanuchus cupido) та стада рівнинних бізонів (Bison bison bison). Одними з небагатьох дерев, які іноді могли пережити щорічні степові пожежі, були мерілендські дуби (Quercus marilandica). Наразі залишки прерій збереглися в тих районах, де продовжують регулярно відбуватися контрольовані пожежі, а також вздовж ліній електропередач та на узбіччях шосе, де деревам не дають рости.
Сухі прерії найкраще збереглися серед усіх залишків прерій регіону через їх непридатність для розвитку сільського господарства та стійкість до сукцесії. У них переважають мітлисті бородачники (Schizachyrium scoparium) та пурпурові арістіди (Aristida purpurascens). Мезофільні прерії в екорегіоні зустрічаються рідше. У них ростуть дуже високі трави, зокрема пониклий сорговник (Sorghastrum nutans), високий бородачник (Andropogon gerardi) та сріблястий шерстоцвіт (Erianthus alopecuroides). Вологі прерії є найрідкіснішим та найменш дослідженим типом прерій екорегіону. У залишках цих прерій зустрічаються такі види, як східна гама (Tripsacum dactyloides) та прерієва спартина (Sporobolus michauxianus), а також різні види ситника (Juncus spp.) та осоки (Carex spp.).

### Ліси
Ліси в екорегіоні ростуть переважно в балках та річкових долинах. У вузьких долинах річок регіону часто зустрічаються мезофільні ліси, основу яких складають цукрові клени (Acer saccharum), великолисті буки (Fagus grandifolia), американські липи (Tilia americana), червоні дуби (Quercus rubra) та американські тюльпанні дерева (Liriodendron tulipifera). На сході екорегіону, біля краю Камберленського плато, в цих лісах зустрічаються види, характерні для Аппалачів, такі як канадські тсуґи (Tsuga canadensis), жовті гіркокаштани (Aesculus flava) та зонтичні магнолії (Magnolia tripetala). Аппалацькі види, такі як жовті берези (Betula alleghaniensis) та зонтичні магнолії (Magnolia tripetala), також зустрічаються на кислих пісковикових ґрунтах в долинах Шауні-Гілс.
Багато лісів, що росли в заплавах регіону, були знищені та перетворені на сільськогосподарські угіддя, однак такі ліси все ще залишаються доволі поширеними. У заплавних лісах переважають цукрові каркаси (Celtis laevigata), ясенелисті клени (Acer negundo), цукрові клени (Acer saccharum) та західні платани (Platanus occidentalis).
У внутрішній частині регіону Блюграсс в Кентуккі історично були поширені мезофільні ліси, основу яких складали цукрові клени (Acer saccharum), гіркі гікорі (Carya cordiformis), голі гіркокаштани (Aesculus glabra), блакитні ясени (Fraxinus quadrangulata) та дуби Мюленберга (Quercus muehlenbergii). Коли в Центральному Кентуккі з'явилися перші європейські колоністи, ці ліси були знищені настільки швидко та масово, що екологи в середині XX століття помилково сприймали сукцесійні угруповання як природний рослинний покрив регіону. Наразі на більшій частині регіону Блюграсс переважають такі сонцелюбні види, як західний каркас (Celtis occidentalis), пізня черемха (Prunus serotina), чорний горіх (Juglans nigra) та американський ясен (Fraxinus americana).

### Пустища та галявини
Відкриті безлісі пустища зустрічаються на схилах регіону, зазвичай у районах з неглибокими ґрунтами. Існують дискусії щодо того, чи ці відкриті угруповання виникають внаслідок частого впливу вогню, чи внаслідок едафічних факторів (особливостей ґрунту). На пустищах переважають невисокі злаки, такі як мітлистий бородачник (Schizachyrium scoparium), та високе ефектне різнотрав'я, зокрема прерієві компасники (Silphium terebinthinaceum) та різні види палаючих зірок (Liatris spp.). Пустища спорадично зустрічаються в регіоні Блюграсс, у внутрішніх районах Нашвіллської западини, серед пагорбів Шауні, у деяких районах Хайленд-Ріму тощо. Найбільші та найкраще збережені пустища, зокрема прерії Адамс-Лейк, Лінкс та Чапараль, зустрічаються в окрузі Адамс на півдні штату Огайо.
Характерні пустищні галявини зустрічаються серед пласких відслонень вапняків або інших гірських порід регіону. Подібні угруповання поширені у Нашвіллській западині, а також серед пагорбів Салемського плато на берегах Білої річки та серед пагорбів північного Озарку. Незважаючи на те, що історично межі галявин були більш відкритими, зараз багато з них оточені густими заростями віргінських яловців (Juniperus virginiana) та канадських юдиних дерев (Cercis canadensis). Флора вапнякових галявин адаптована до екстримальних посушливих літніх умов та до стоячої води навесні. Галявини Нашвіллської западини, зокрема долини Молтон, вважаються центрами ендемізму через велику кількість рідкісних та ендемічних рослин, які ростуть на них. Багато рідкісних рослин, що зустрічаються на цих галявинах, споріднені з видами, що зростають на заході США.
Серед характерних рослин, що зустрічаються на галявинах Центрального Теннессі, слід відзначити довгостовпчикову жерушницю (Leavenworthia stylosa), вапняковий ефемероцвіт (Phemeranthus calcaricus), нашвіллський хлібний корінь (Pediomelum subacaule), прерієву конюшину Гаттінгера (Dalea gattingeri) та теннессійський астрагал (Astragalus tennesseensis), а серед тих, що зустрічаються на інших вапнякових галявинах екорегіону, — гарненький очиток (Sedum pulchellum), маленьку шоломницю (Scutellaria parvula), галявинну фіялку (Viola egglestonii), одноцвіту жерушницю (Leavenworthia uniflora) та піхвоцвітий спороболус (Sporobolus vaginiflorus). Вапнякові галявини добре збереглися через непридатність у сільському господарстві та їх переважно едафічний характер. Багато галявин зустрічається у Державному парку ліванських кедрів.

### Водно-болотні угіддя
Серед рівнин екорегіону зустрічається багато карстових озер, на берегах яких ростуть заболочені ліси, основу яких складають болотяні тополі (Populus heterophylla) та червоні клени (Acer rubrum). Історично вони були оточені мозаїкою вологих прерій. Багато трав'янистих рослин, що росли на цих луках, були споріднені з видами, що зустрічалися на прибережних рівнинах США. Наразі багато вологих прерій та заболочених лісів знищені внаслідок розвитку зрошувального сільського господарства.
В долинах великих річок, таких як Теннессі та Камберленд, зустрічаються луки, по яким розкидані високі чагарники звичайного квітоголовника (Cephalanthus occidentalis) та болотяні кипариси (Taxodium distichum). Історично ці луки були широко поширені, однак внаслідок будівництва гребель та розвитку сільського господарства більшість з них були знищені.
У Нашвіллській западині, в Хайленд-Рімі та на плато Озарк, там, де ґрунтові води виходять на поверхню, формуючи джерела, зустрічаються рідкісні вапнякові болота. Тут ростуть великолистий білозір (Parnassia grandifolia), теннессійські жовтоочки (Xyris tennesseensis), жовті сонячні дзвоники (Schoenolirion croceum) та інші рідкісні рослини. Вапнякові болота та заболочені ліси також зустрічаються в регіоні Блюграсс. Тут ростуть пенсильванські ясени (Fraxinus pennsylvanica), двоколірні дуби (Quercus bicolor), а також багато регіонально рідкісних трав'янистих рослин.

## Фауна
В межах екорегіону зустрічається близько 70 видів ссавців та понад 200 видів птахів. Серед поширених в екорегіоні ссавців слід відзначити білохвостого оленя (Odocoileus virginianus), койота (Canis latrans), звичайну лисицю (Vulpes vulpes), сіру лисицю (Urocyon cinereoargenteus), руду рись (Lynx rufus), довгохвосту ласицю (Neogale frenata), смугастого скунса (Mephitis mephitis), флоридського кролика (Sylvilagus floridanus), сіру вивірку (Sciurus carolinensis), лисячу вивірку (Sciurus niger), звичайного ракуна (Procyon lotor), лісового бабака (Marmota monax), східного бурундука (Tamias striatus), південну літягу (Glaucomys volans), віргінського опосума (Didelphis virginiana), дев'ятипоясного броненосця (Dasypus novemcinctus) та золотистого хом'ячка (Ochrotomys nuttalli). На берегах річок та озер поширені канадські бобри (Castor canadensis), канадські видри (Lontra canadensis), річкові візони (Neogale vison) та болотяні ондатри (Ondatra zibethicus). Руді вовки (Canis rufus) та північноамериканські пуми (Puma concolor couguar) були винищені в регіоні, а барибали (Ursus americanus) збереглися лише в Озарку.
Серед поширених в екорегіоні птахів слід відзначити віргінську перепелицю (Colinus virginianus), великого індика (Meleagris gallopavo), північну зенаїду (Zenaida macroura), північного кукліло (Coccyzus americanus), північну сплюшку (Megascops asio), неоарктичну сову (Strix varia), неоарктичного канюка (Buteo jamaicensis), чорноголового яструба (Accipiter cooperii), червоноголову гілу (Melanerpes erythrocephalus), золотистого декола (Colaptes auratus), рубіновогорлого колібрі (Archilochus colubris), каролінську гаїчку (Poecile carolinensis), чубатого копетона (Myiarchus crinitus), гострочубу синицю (Baeolophus bicolor), білоокого віреона (Vireo griseus), мандрівного дрозда (Turdus migratorius), польову карнатку (Spizella pusilla), східного тауї (Pipilo erythrophthalmus), східного шпаркоса (Sturnella magna), прерієвого пісняра-лісовика (Setophaga discolor), індигову скригнатку (Passerina cyanea) та червоного кардинала (Cardinalis cardinalis).
Екорегіон вирізняється найвищим різноманіттям прісноводної фауни в усій Північній Америці. Так, річка Дак у штаті Теннессі вважається однією з трьох найбільш біорізноманітних річок у світі: у її водах живуть понад 150 видів риб, 60 видів прісноводних двостулкових молюсків та 22 види водяних равликів. Річка Грін в Кентуккі характеризується подібним різноманіттям. Надзвичайно високе різноманіття прісноводних молюсків у річках екорегіону пояснюється вапняковими скелями, що лежать в основі регіону. Вода, насичена карбонатом кальцію, діє як буфер проти кислотності, що допомагає молюскам будувати свої мушлі.
Іншою особливістю екорегіону, що випливає з його вапнякової основи, є розгалужена система печер. У Мамонтовій печері, найдовшій у світі, мешкає кілька видів кажанів, зокрема американські нічниці (Myotis lucifugus), бурі пергачі (Eptesicus fuscus), триколірні нетопирі (Perimyotis subflavus), рідкісні сірі нічниці (Myotis grisescens) та індіанські нічниці (Myotis sodalis), а також сліпі північні печерні риби (Amblyopsis spelaea), струмкові печерні саламандри (Eurycea lucifuga) та низка видів безхребетних. У карстових печерах Озарку живуть озаркські печерні риби (Amblyopsis rosae), південні печерні риби (Typhlichthys subterraneus), північні печерні саламандри (Eurycea nerea), салемські печерні раки (Cambarus hubrichti), щетинясті печерні раки (Cambarus setosus) та деякі інші ендемічні види.

## Збереження
Значна частина природного рослинного покриву екорегіону була знищена або деградувала внаслідок розвитку сільського господарства та боротьби з пожежами. Тим не менш, вторинні рідколісся та ліси все ще поширені в регіоні, особливо в Озарку. Основною загрозою для збереження природи регіону є урбанізація та поширення інвазивних видів рослин.
Близько 2,9 % площі екорегіону є заповідними територіями. Природоохоронні території включають: Національний ліс Хузьєр, Державний ліс Гаррісон-Кроуфорд та Державний ліс Єллоувуд в Індіані, Державний парк озера Адамс, Державний природний заповідник прерії Чапараль та Заповідник краю Аппалачів в Огайо, Національний парк Мамонтової печери та Національний заповідник Землі між озерами в Кентуккі, Теннесійський національний природний заповідник та Державний парк Ліванських кедрів в Теннессі, Національний ліс Шауні, Державний парк Діксон-Спрінгс, Державний парк Кейв-ін-Рок та Державний ліс Дороги сліз в Іллінойсі, а також Національний парк імені Марка Твена, Державний парк озер Озарку та Державний парк гори Таум-Саук в Міссурі.